# Karen's Diner
Karen's Diner là một chuỗi nhà hàng theo chủ đề có địa điểm tại Úc. Nhà hàng này quảng cáo trải nghiệm ăn uống gây bức xúc có chủ ý và nhân viên được hướng dẫn cách xúc phạm khách hàng trong suốt bữa ăn của họ. Tên của nhà hàng xuất phát từ thuật ngữ tiếng lóng trên internet là Karen, được sử dụng để mô tả một người phụ nữ da trắng lớn tuổi có hình mẫu thô lỗ. Phương châm của nhà hàng là "Thức ăn ngon, dịch vụ tệ".

## Lịch sử hình thành
Chuỗi nhà hàng được thành lập tại Sydney, Úc vào năm 2021 bởi Aden Levin và James Farrell. Đây là một nhà hàng chủ đề dựa trên khái niệm về trải nghiệm ăn uống gây khó chịu, nơi khách hàng trả tiền cho nhân viên để bị xúc phạm. Ban đầu nhà hàng được lên kế hoạch là một nhà hàng pop-up (kiểu nhà hàng xây dựng và gỡ đi trong thời gian ngắn) kéo dài 6 tháng tại Quảng trường Thế giới. Ý tưởng của nhà hàng ban đầu phải nhận về nhiều phản ứng trái chiều khi làm dấy lên lo ngại về việc liệu một môi trường giao tiếp xúc phạm lẫn nhau có thể khiến nhân viên bị khách hàng ngược đãi hay không.
Cái tên Karen's liên quan đến việc sử dụng tên Karen trong các meme trên internet để mô tả một phụ nữ da trắng trung niên thô lỗ hay đòi hỏi quyền lợi quá mức. Nhân viên được hướng dẫn cách làm sao để có một tính cách thô bạo và chế giễu khách hàng một cách hài hước trong bữa ăn của họ. Khách hàng phải đáp lại hành vi này bằng cách cư xử thô lỗ với nhân viên. Tuy nhiên, khách hàng và nhân viên bị cấm sử dụng những lời lẽ lăng mạ liên quan đến phân biệt chủng tộc, phân biệt giới tính hoặc kỳ thị đồng tính. Nhiều trong số các cuộc qua lại này bao gồm ngôn từ tục tĩu và người dưới 16 tuổi phải có người lớn đi cùng. Những khách hàng có giấy tờ tùy thân cho thấy họ tên là Karen có thể nhận được đồ uống miễn phí.
Nhà hàng tập trung vào những quán ăn Mỹ vào những năm 1950 và thực đơn có bánh mì kẹp thịt và cánh gà. Nhà hàng đã trở thành một nguồn nội dung phổ biến cho mạng xã hội, đặc biệt là trên nền tảng TikTok, khi khách hàng đăng video về tương tác của họ với nhân viên. Chuỗi nhà hàng này đã mở các địa điểm tại Vương quốc Anh, Ireland và Hoa Kỳ.

## Tranh cãi
Vào tháng 8 năm 2022, nhà hàng đã gây ra tranh cãi sau khi một video cho thấy một nhân viên tại chi nhánh Brisbane có hành vi không phù hợp được lan truyền trên TikTok. Trong video, một nhân viên đưa ra những nhận xét không phù hợp về một thực khách nhỏ tuổi và cáo buộc cha cô, người đi cùng thực khách nhỏ tuổi, là một kẻ ấu dâm. Người phát ngôn của Karen's Diner nói rằng họ "thất vọng" vì hành vi này và sự việc đã đi ngược lại với hướng dẫn của họ.

## Tiếp nhận
Một du khách viết lên tờ The Age rằng bồi bàn nói như hét vào mặt cô, cười nhạo mái tóc của con gái cô. Elizabeth McDonald, một biên tập viên mục Ẩm thực của trang Time Out Sydney đánh giá rằng nhà hàng "phù hợp với những người muốn thử nghiệm những thứ mới lạ và không chấp nhặt nếu bị đối xử thô lỗ trong lúc ăn". Alannah Maher của tờ Time Out nhận xét: "Đây thật ra là một cách thú vị để loại bỏ cảm giác khó xử kỳ quặc sau thời gian ở nhà vì lệnh phong tỏa kéo dài".